# الشعبة
تعد قرية الشعبة من قرى الأحساء الشمالية، والمعروف أن القرية قديما كانت تسمى (الشعيب)، والشعيب هو الوادي الصغير الذي بقربها واكتسبت اسمها من اسمه، ثم حصل في الاسم تغيير بسيط لم يضر بمعناه، وأشهر المعالم فيها هو جبل الشعبة.
جبل الشعبة (يسمى جبل بريقه أو بريقا وهو المكان الذي كان يمارس فيه التطعيس) أما ما يسمى قديما جبل كنزان حيث وقت المعركة بين الملك عبد العزيز وقبيلة العجمان[هل يوثق بهذا المصدر؟] فيقع في الجنوب الشرقي من الشعبة وإلى الشمال من الإسكان المبسط بجوار الطريق المؤدي من القرى الشرقية إلى القرى الشمالية، ويمتد جبل بريقا من الشمال إلى الجنوب بطول 20كم على الحافة الشرقية للواحة الشمالية، وبعرض 4كم، وينقسم إلى قسمين (شمالي وجنوبي)، وهو يشكل عامل حماية بين الواحة وبحر الرمال الذي خلفه من الشرق، وينحدر نحو الشمال الغربي شرقي قرية الجرن، ويبلغ ارتفاعه 246م فوق سطح البحر. ويفصل بين الجزأين فتحة بعرض 600م، ويطل على الواحة من الجهة الغربية، ومن جهته الشرقية يطل على الصحراء وموقع مسجد جواثا. ومن الملاحظ في الصيف عصراً تمتع العائلات بمنظر الغروب. ونظراً ليسر انحداره يمكن للسيارات أن تصعد إلى مستوى مرتفع منه مع إمكانية التخييم. يمارس الشباب التطعيس بشهر رمضان قبل الإفطار بنحو ساعتين حيث يتجمع أكثر من 150 سيارة في الجبل للتطعيس. يقع هذا الجبل بين الشعبة والإسكان وتكثر فيه الدبابات التي يذهب لها الشباب في أوقات الإجازة، علما بأنه هو الواجهة الأساسية لقرية الشعبة إذ لا تعرف إلا باسم جبلها.

## النخيل
تمتاز قرية الشعبة بكثرة زراعة شجر النخيل وحب سكانها للزراعة ويوجد فيها معظم أنواع التمر ويزرع بعض الفلاحين الليمون الأخضر أو حسب تسميته المتعارفه فيها (الليمون_الحساوي) وهو ليمون صغير الحجم وشديد الحموضة